# 謝潑茲米爾 (新澤西州)
謝潑茲米爾（英語：Sheppards Mills）是位於美國新澤西州坎伯蘭縣的普查規定居民點。

## 人口
根據2020年美國人口普查的數據，謝潑茲米爾的面積為0.94平方千米，當中陸地面積為0.84平方千米，而水域面積為0.10平方千米。當地共有人口131人，而人口密度為每平方千米139.36人。